# Bembidion intermedium
Bembidion intermedium är en skalbaggsart som beskrevs av Kirby. Bembidion intermedium ingår i släktet Bembidion och familjen jordlöpare. Inga underarter finns listade i Catalogue of Life.